# Dipendra del Nepal
Dipendra Bir Bikram Shah Dev (nepalese: दीपेन्द्र वीर बिक्रम शाहदेव, Dīpendra Vīra Vikrama Śāhadeva; Katmandu, 27 giugno 1971 – Katmandu, 4 giugno 2001) è stato re del Nepal per tre giorni nel mese di giugno del 2001.

## Biografia
Figlio primogenito del re Birendra e della regina Aishwarya, il 1º giugno 2001, secondo i resoconti ufficiali, in seguito ad un'accesa lite compì una strage nel palazzo reale scatenata dal rifiuto dei suoi genitori di accettare la sposa da lui scelta, sterminando tutta la famiglia reale. Uccise suo padre, il re Birendra, e sua madre, la regina Aishwarya, la sorella principessa Shruti e il fratello principe Nirajan. Poi sparò a una decina di altri parenti con un MP5. Infine rivolse la medesima arma contro di sé e fece fuoco, senza però morire sul colpo.
Il movente della strage generalmente riconosciuto è legato all'opposizione da parte della famiglia al fidanzamento con Devyani Rana, appartenente ad una famiglia storicamente rivale, in aggiunta a una serie di altri disaccordi. Nonostante fosse in coma, era ancora il principe ereditario, e fu pertanto proclamato re del Nepal sul letto dell'ospedale. Spirò pochi giorni dopo, il 4 giugno. Il medesimo giorno lo zio Gyanendra (fratello minore di Birendra) fu proclamato re.

## Genealogia
|                                                                       |                                                                   |                                                                      | Genitori                                                       |  |  | Nonni |  |  | Bisnonni                                    |  |  | Trisnonni                                 |  |
|                                                                       |                                                                   |                                                                      |                                                                |  |  |       |  |  | Tribhuvan Bir Bikram Shah Dev, re del Nepal |  |  | Prithvi Bir Bikram Shah Dev, re del Nepal |  |
|                                                                       |                                                                   |                                                                      |                                                                |  |  |       |  |  | Tribhuvan Bir Bikram Shah Dev, re del Nepal |  |  | Prithvi Bir Bikram Shah Dev, re del Nepal |  |
|                                                                       |                                                                   | Divyeshwari Rajya Lakshmi Devi                                       |                                                                |  |  |       |  |  | Tribhuvan Bir Bikram Shah Dev, re del Nepal |  |  |                                           |  |
| Mahendra Bir Bikram Shah Dev, re del Nepal                            |                                                                   |                                                                      |                                                                |  |  |       |  |  | Tribhuvan Bir Bikram Shah Dev, re del Nepal |  |  |                                           |  |
|                                                                       |                                                                   | Kanti Rajya Lakshmi Devi                                             | Arjan Singh Sahib, Raja di Chhatara, Barhgaon e Oudh           |  |  |       |  |  |                                             |  |  |                                           |  |
|                                                                       |                                                                   | Kanti Rajya Lakshmi Devi                                             | Arjan Singh Sahib, Raja di Chhatara, Barhgaon e Oudh           |  |  |       |  |  |                                             |  |  |                                           |  |
|                                                                       |                                                                   | Kanti Rajya Lakshmi Devi                                             | Krishnavati Devi Sahiba                                        |  |  |       |  |  |                                             |  |  |                                           |  |
| Birendra Bir Bikram Shah Dev, re del Nepal                            |                                                                   | Kanti Rajya Lakshmi Devi                                             |                                                                |  |  |       |  |  |                                             |  |  |                                           |  |
|                                                                       |                                                                   | Generale Hari Shamsher Jang Bahadur Rana, Maharajkumar               | Juddha Shamsher Jang Bahadur Rana, Maragià di Lambjang e Kaski |  |  |       |  |  |                                             |  |  |                                           |  |
|                                                                       |                                                                   | Generale Hari Shamsher Jang Bahadur Rana, Maharajkumar               | Juddha Shamsher Jang Bahadur Rana, Maragià di Lambjang e Kaski |  |  |       |  |  |                                             |  |  |                                           |  |
|                                                                       |                                                                   | Generale Hari Shamsher Jang Bahadur Rana, Maharajkumar               | Jetha Bada Maharani Padma Kumari Devi                          |  |  |       |  |  |                                             |  |  |                                           |  |
| Indra Rajya Lakshmi Devi                                              |                                                                   | Generale Hari Shamsher Jang Bahadur Rana, Maharajkumar               |                                                                |  |  |       |  |  |                                             |  |  |                                           |  |
|                                                                       |                                                                   | Megha Kumari Rajya Lakshmi, sorella del colonnello Mohan Bikram Shah | N. Bikram Shah                                                 |  |  |       |  |  |                                             |  |  |                                           |  |
|                                                                       |                                                                   | Megha Kumari Rajya Lakshmi, sorella del colonnello Mohan Bikram Shah | N. Bikram Shah                                                 |  |  |       |  |  |                                             |  |  |                                           |  |
|                                                                       |                                                                   | Megha Kumari Rajya Lakshmi, sorella del colonnello Mohan Bikram Shah | …                                                              |  |  |       |  |  |                                             |  |  |                                           |  |
| Dipendra Bir Bikram Shah Dev                                          |                                                                   | Megha Kumari Rajya Lakshmi, sorella del colonnello Mohan Bikram Shah |                                                                |  |  |       |  |  |                                             |  |  |                                           |  |
|                                                                       | Comandante generale Agni Shamsher Jang Bahadur Rana, Maharajkumar | Juddha Shamsher Jang Bahadur Rana, Maragià di Lambjang e Kaski *     |                                                                |  |  |       |  |  |                                             |  |  |                                           |  |
|                                                                       | Comandante generale Agni Shamsher Jang Bahadur Rana, Maharajkumar | Juddha Shamsher Jang Bahadur Rana, Maragià di Lambjang e Kaski *     |                                                                |  |  |       |  |  |                                             |  |  |                                           |  |
|                                                                       | Comandante generale Agni Shamsher Jang Bahadur Rana, Maharajkumar | Jetha Bada Maharani Padma Kumari Devi *                              |                                                                |  |  |       |  |  |                                             |  |  |                                           |  |
| Luogotenente-generale Kendra Shamsher Jang Bahadur Rana               | Comandante generale Agni Shamsher Jang Bahadur Rana, Maharajkumar |                                                                      |                                                                |  |  |       |  |  |                                             |  |  |                                           |  |
|                                                                       |                                                                   | …                                                                    | …                                                              |  |  |       |  |  |                                             |  |  |                                           |  |
|                                                                       |                                                                   | …                                                                    | …                                                              |  |  |       |  |  |                                             |  |  |                                           |  |
|                                                                       |                                                                   | …                                                                    | …                                                              |  |  |       |  |  |                                             |  |  |                                           |  |
| Aishwarya Rajya Lakshmi Devi                                          |                                                                   | …                                                                    |                                                                |  |  |       |  |  |                                             |  |  |                                           |  |
|                                                                       |                                                                   | N. Bikram Shah                                                       | N. Bikram Shah                                                 |  |  |       |  |  |                                             |  |  |                                           |  |
|                                                                       |                                                                   | N. Bikram Shah                                                       | N. Bikram Shah                                                 |  |  |       |  |  |                                             |  |  |                                           |  |
|                                                                       |                                                                   | N. Bikram Shah                                                       | …                                                              |  |  |       |  |  |                                             |  |  |                                           |  |
| Shree Rajya Lakshmi Devi, di un ramo collaterale degli Shah del Nepal |                                                                   | N. Bikram Shah                                                       |                                                                |  |  |       |  |  |                                             |  |  |                                           |  |
|                                                                       |                                                                   | …                                                                    | …                                                              |  |  |       |  |  |                                             |  |  |                                           |  |
|                                                                       |                                                                   | …                                                                    | …                                                              |  |  |       |  |  |                                             |  |  |                                           |  |
|                                                                       |                                                                   | …                                                                    | …                                                              |  |  |       |  |  |                                             |  |  |                                           |  |
|                                                                       |                                                                   | …                                                                    |                                                                |  |  |       |  |  |                                             |  |  |                                           |  |